# Sextus Severius Salvator
Sextus Severius Salvator war ein im 3. Jahrhundert n. Chr. lebender Angehöriger des römischen Ritterstandes (Eques).
Durch eine Weihinschrift, die beim Kastell Camboglanna gefunden wurde und die auf 201/300 datiert wird, ist belegt, dass Salvator Präfekt war. Laut John Spaul war er Präfekt der Cohors II Tungrorum, die in der Provinz Britannia stationiert war.